# 森たけしのスカタンラジオ
『森たけしのスカタンラジオ』（もりたけしのすかたんらじお）は、2020年12月からMBSラジオで放送されているワイド番組である。

## 概要
当番組は、讀賣テレビ放送（読売テレビ・ytv）のアナウンサー・役員として要職をこなし、2020年3月に定年退職となりフリーアナウンサーとなった森たけしが初めてパーソナリティを担当するラジオ番組であり、2020年12月3日から2021年3月25日までのシーズン1は、木曜日の20:00 - 20:56の枠、半年間の休止期間を挟み、2021年10月5日からのシーズン2は、『夕方もポチっとMラジ』火曜日（15:00 - ナイターオフは18:00、ナイターシーズンは17:54）枠で生放送されている。
シーズン1は、週替わりでテーマを決めて森のワンマントークをしていたが、通年放送となるシーズン2では、約3時間の生放送の中で様々なコーナーを交えて展開する。
また、ラジオネームは「スカタンネーム」、リスナーは「スカラー」、16時の時報は「明るい時報」と、番組独自の呼称を設定している。

## 出演者
- パーソナリティ：森たけし
- 助役（＝アシスタント）：斉藤雪乃（シーズン2より参加）
  - 2021年11月30日放送分では食あたりにより、2022年11月15日放送分では新型コロナウイルス感染症により「運休」となったため、古川圭子（毎日放送アナウンサー）が「代走」した。
- 構成作家：さいとうわに（齊藤恭信）
  - 2024年3月まで『茶屋町ヤマヒロ会議』[3]の構成および出演を兼務。MBSラジオ公式ホームページ「週間番組表」には同番組と異なり名前が掲載されていない[4]。
  - 2022年11月15日[5]・2024年8月27日[6]放送分では新型コロナウイルス感染症により休演。
- 運行管理業務：石田英司
  - 今週のスカタンコーナーなどに月1回程度出演していたが、2024年10月1日の放送から正式なレギュラー出演者となる。

## シーズン2の主なコーナー・タイムテーブル
MBSラジオの公式番組表を基に作成。生放送番組のため、時刻は目安。
◎のコーナーは『夕方もポチっとMラジ』共通コーナー。
15時台
- 15:00　小噺⇒オープニング
  - 出囃子『一丁入り』と拍手が流れた後、森と斉藤（2024年10月以降は石田も参加）とで漫才風のトークを展開し、オチがついたところでタイトルコールに入る。シーズン1では前述の効果音と共に森が「小噺、その○」とカウントしていた。森がちょっと気になる事柄を、X（旧Twitter）を使ったアンケート形式でリスナーに聞く「森ちゃんのドッチ?」[7]への投票も一緒に募集する。
- 15:15　インフォマーシャル
- 15:20　スポーツスカタン 
  - 直近のニュース・スポーツの話題を、森が愛読するスポーツ紙の感覚で読み解いていく。テーマ曲は『コバルトの空』[8]。
  - 週刊こらこらタイガース
    - 2022年3月29日から開始した、阪神タイガースの一週間の試合を振り返る企画。タイトルは森がリポーターとして出演していた読売テレビの阪神タイガース応援番組『週刊トラトラタイガース』の捩り。テーマ曲は『阪神タイガースの歌』（ユーロビート調のインストゥルメンタル）、BGMは勝ち越し時（勝敗が同数の時を含む）が『負ける気せんね』[9]、負け越し時が『ハイハイ敗!!』（いずれも辛坊治郎・森たけし）。
- 15:40頃　「はぴねすくらぶラジオショッピング」◎
  - はぴねすくらぶのMC社員が、福岡市内の本社から、電話を通じて商品を紹介する。
- 15:50頃　「MBSニュース」◎
- 15:53頃　「MBS交通情報」◎
- 15:55頃　今週のスカタン
  - 森と番組スタッフらが思いついた企画をスカタンでもいいからやってしまおうという実験企画。月に1回（2024年10月以降は2ヶ月に1回）程度、石田によるニュース解説が組まれる。

16時台
- 16:15頃　通信販売関連のインフォマーシャル／MBSラジオからのイベントやサービスの告知
- 16:20頃　スカタン伝書箱
  - 森が前週に出題したお題に沿って、リスナーから寄せられたお便りを紹介する。
- 16:40頃　「ジャパネットたかたラジオショッピング」（2025年4月以降）◎
  - 『こんちわコンちゃんお昼ですょ!』と同様に女性のショッピングキャスターが電話で出演。シーズン2開始当初から2024年9月までは「日本直販トク選ラジオショッピング」を、2024年10月から2025年3月までは「快適生活ラジオショッピング」をこの時間に行っており女性のショッピングキャスターがスタジオか電話で出演していた。
- 16:45頃　「お天気のお知らせ」◎
- 16:48頃　森ちゃんのドッチ?（結果発表）
- 16:51頃　ポチっとMini枠◎

17時台
- 17:00頃　「MBS交通情報」◎
- 17:03頃　時計は5時をまわりました[10]。良い子のみんなはおうちに帰って唱歌を聴きま…しょうか〜
  - 森が週替わりで唱歌を紹介し、森と斉藤[11]（2024年10月以降は石田も）とで歌唱する。
  - 2025年4月1日よりコーナースポンサーが付き「みんなで!健康唱歌」にタイトルを変更。歌唱前に健康にまつわる情報を紹介する。
- 17:10頃　雪乃の館
  - シーズン2から助役として番組に加わる斉藤が最近好んでいるもの・面白いと思ったものを取り上げる。テーマ曲は『蝋人形の館』[12]（聖飢魔II）。
- 17:32頃　『ネットワークトゥデイ～今日のニュースのまとめ～』◎
- 17:40頃　ダジャレをいうのはダレじゃー
  - リスナーから寄せられたダジャレ（ダジャレーヌーボー）を取り上げる。
- 17:43 - 17:45　『地震防災メモ / 気象一口メモ』◎

- 17:46頃
  - 〆の一杯
    - 番組終了を前に「汁物」（清涼飲料水や酒類、カップ麺など）を森と斉藤（2024年10月以降は石田も）とで飲食する。

  - プロ野球直前情報
    - 『MBSベースボールパーク』で自社制作の阪神タイガース戦中継が実施される日に放送席と中継を結ぶ前座コーナー[13]。
- 17:51頃　エンディング

## 特別番組
- 2020年12月29日13:30 - 17:35に『森たけしのスカタンラジオ 年末生放送スペシャル』を放送。アシスタントは山本量子（当時『こんちわコンちゃんお昼ですょ!』金曜日と『茶屋町ヤマヒロ会議』のアシスタント）が務めた。
- 2021年1月の新春特別番組として、朝日放送ラジオとのコラボレーションが企画された。これは森と関西テレビ放送出身の山本浩之、さらに当時は朝日放送テレビアナウンサーだった三代澤康司の3人が、放送局の垣根を越えて競演するという内容で、2021年現在、森と山本が持ち番組を担当するMBSラジオでは2021年1月3日の『茶屋町ヤマヒロ会議』のゲストとして森と三代澤が参加。ABCラジオでは先述『茶屋町ヤマヒロ会議』の収録を兼ねて1月1日に『三代澤・森ちゃん・ヤマヒロのわれらアナウンサー第7世代」と題した生放送特番が行われた[14]。
- 2021年12月28日は、13:00 - 16:30に『GOGO競馬年末スペシャル!』を放送するなどの特別編成により、事前収録で17:45 - 18:00の15分だけ放送した[15]。
- 2025年4月29日は特別番組「関西12局ラジオ合同特番「KANSAI EXPO RADIO」～繋がろう！ラジオからこんにちは！～」の放送およびプロ野球中継のため放送が丸々中止となった。

## ノベルティ
- シーズン1では、水道業者広告風デザインの、冷蔵庫に貼るマグネット（通称「冷マ」[16]）を進呈した。
- シーズン2では、森の好物である崎陽軒のシウマイ弁当の包み紙風デザインのステッカーを進呈している。